# كيفن سارجنت
كيفن سارجنت (بالإنجليزية: Kevin Sargent)‏ هو لاعب كرة قدم أمريكية أمريكي، ولد في 31 مارس 1969 في بريميرتون في الولايات المتحدة.

## وصلات خارجية
- كيفن سارجنت على موقع مرجع كرة القدم المحترفة.كوم (الإنجليزية)